# تیم ملی فوتبال ترینیداد و توباگو
تیم ملی فوتبال ترینیداد و توباگو نمایندهٔ کشور ترینیداد و توباگو در مسابقات بین‌المللی است که زیر نظر فدراسیون فوتبال ترینیداد و توباگو فعالیت می‌کند.
اولین بازی رسمی این تیم در تاریخ ۶ آگوست ۱۹۳۴ میلادی در برابر تیم ملی فوتبال سورینام برگزار شده‌است.